# George Shaw
George Shaw (Bierton, 10 december 1751 – Londen, 22 juli 1813) was een Britse botanicus en zoöloog.

## Biografie
Shaw studeerde aan Magdalen College (Oxford), waar hij in 1772 zijn M.A. haalde. Hierna ging hij het beroep van arts uitoefenen. In 1786 werd hij assistent-docent in de botanie aan de Universiteit van Oxford. Hij was mede-oprichter van de Linnean Society of London in 1788. In 1789 werd hij lid van de Royal Society.
In 1791 werd Shaw assistant-conservator op de natuurhistorische  afdeling van het British Museum. In 1806 volgde hij Edward Whitaker Gray op als conservator. Hij ontdekte dat de meeste voorwerpen uit de oorspronkelijke collectie van Hans Sloane in slechte staat verkeerden. Het medisch en anatomisch materiaal werd overgebracht naar het Royal College of Surgeons maar veel van de opgezette dieren waren erg ver vergaan en werden uiteindelijk verbrand. Zijn baan als conservator betaalde zo slecht dat Shaw een groot deel van zijn tijd besteedde aan het schrijven van publicaties op het gebied van plant- en dierkunde omdat met de verkoop daarvan wel geld te verdienen was. Het onderhoud van de museumcollectie werd daarbij grotendeels verwaarloosd. Hij werd na zijn dood opgevolgd door zijn assistent Charles Konig.
Shaw publiceerde een van de eerste Engelstalige beschrijvingen met wetenschappelijke namen van de algemene Australische dieren in zijn "Zoology of New Holland" (1794). Hij was een van de eerste wetenschappers die een vogelbekdier onderzocht, en publiceerde hier een wetenschappelijke beschrijving van in The Naturalist's Miscellany in 1799.
De afkorting G.Shaw wordt gebruikt in de wetenschappelijke namen van taxa die door hem zijn beschreven.

## Publicaties
- The Naturalist's Miscellany: Or, Coloured Figures Of Natural Objects; Drawn and Described Immediately From Nature (1789-1813), in samenwerking met Frederick Polydore Nodder (tekenaar en graveur).
- Museum Leverianum, containing select specimens from the museum of the late Sir Ashton Lever (1792-6) op BHL
- Zoology of New Holland (1794)
- General Zoology, or Systematic Natural History (16 vol.) (1809-26) (de delen IX tot XVI door James Francis Stephens) op BHL op Internet Archive

- Australian Dictionary of Biography: shaw-george-2651
- Bibsys: 15004627
- Bibliothèque nationale de France: cb15728232k (data)
- Author citation (botany): G.Shaw
- Catàleg d'autoritats de noms i títols de Catalunya: 981058514871206706
- CiNii: DA08004162
- Stuttgart Database of Scientific Illustrators 1450–1950: 5374
- Gemeinsame Normdatei: 14271030X
- International Standard Name Identifier: 0000 0001 0767 9536
- Library of Congress Control Number: n88085040
- Nationale Bibliotheek van Tsjechië: xx0235550
- Nationale bibliotheek van Australië: 36332394
- Nationale Bibliotheek van Israël: 987007276887905171
- Nederlandse Thesaurus van Auteursnamen: 166603929
- Réseau des bibliothèques de Suisse occidentale: 02-A003826289
- Istituto Centrale per il Catalogo Unico: RAVV618088
- LIBRIS: 350188
- SNAC: w6tr3h06
- Système universitaire de documentation: 088975207
- Trove: 1247500
- Virtual International Authority File: 101000817
- WorldCat: E39PBJr3BH6PBJRhYkFy7tVXBP